# (129746) 1999 CE119
(129746) 1999 CE119, também escrito como (129746) 1999 CE119, é um objeto transnetuniano (TNO) que está localizado no cinturão de Kuiper, uma região do Sistema Solar. Ele é classificado como um plutino, isso significa que este objeto, assim como Plutão, está em uma ressonância orbital de 2:3 com o planeta Netuno. O mesmo possui uma magnitude absoluta (H) de 8,7 e, tem um diâmetro com cerca de 80 km, por isso existem poucas chances que possa ser classificado como um planeta anão, devido ao seu tamanho consideravelmente pequeno.

## Descoberta
(129746) 1999 CE119 foi descoberto no dia 10 de fevereiro de 1999 por Jane Luu, Chadwick Trujillo e David Jewitt.

## Órbita
A órbita de (129746) 1999 CE119 tem uma excentricidade de 0.270, possui um semieixo maior de 39,147 UA e um período orbital de cerca de 245 anos. O seu periélio leva o mesmo a uma distância de 28,755 UA em relação ao Sol e seu afélio a 49,539 UA.